# Tela
Uma tela é uma superfície esticada, feita com tecido, utilizada para cobrir um vão ou projetar uma imagem sem impedir a passagem de luz. O termo "tela", mesmo no sentido de "suporte de uma imagem", pode se referir a diferentes objetos.

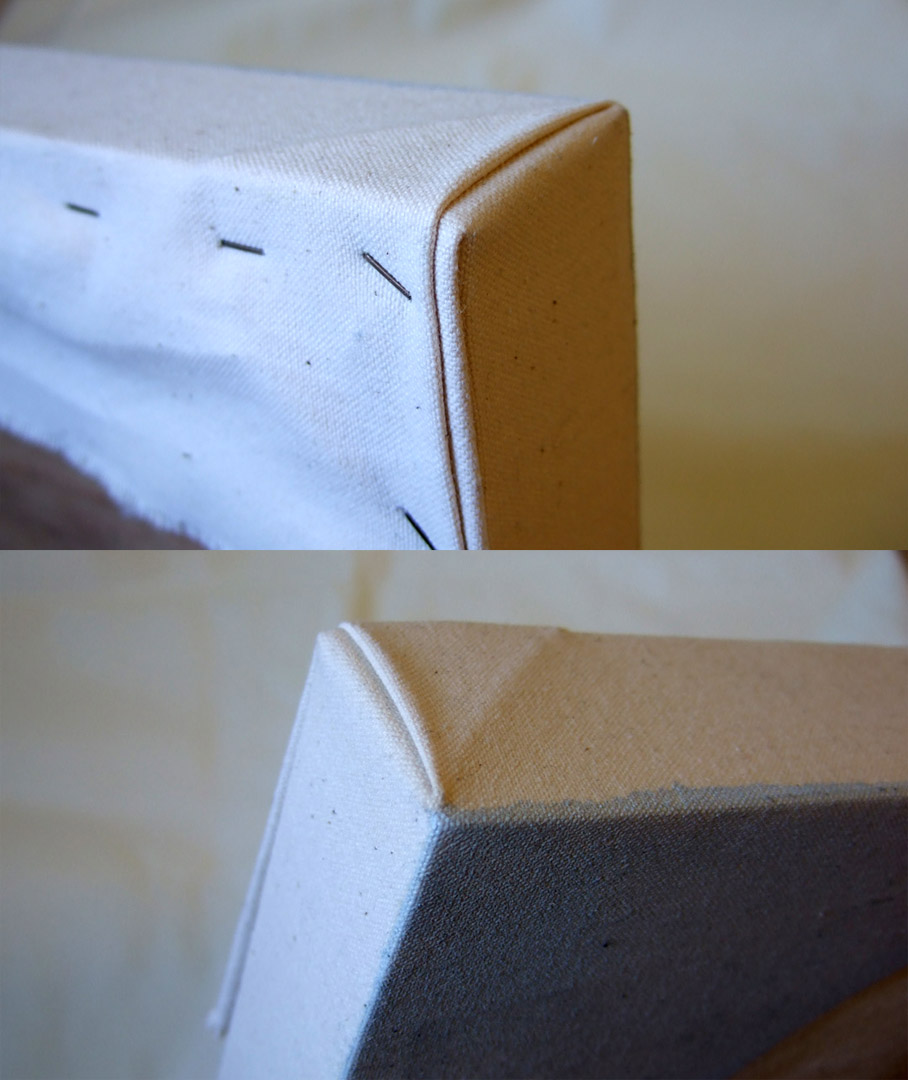
Detalhe de tela feita de lona

Artistas geralmente usam pedaços pequenos (ou por vezes bem grandes) de lona como base para seus trabalhos de arte. Essa tela é esticada numa armação de madeira denominada "tensor" e é coberta com gesso, antes de ser usada (embora alguns artistas modernos, como o pintor Francis Bacon e Helen Frankenthaler pintem sobre a tela nua). As telas antigas eram feitas de linho, um tecido rijo, acastanhado, de considerável resistência. No início do século XX, o algodão começou a ser usado. O algodão, que estica mais e possui uma trama mecânica lisa, é menos preferido do que o linho por artistas profissionais. Todavia, a considerável diferença de preço incentiva muitos iniciantes, e mesmo artistas de nível médio, a escolher o algodão em vez do linho.
Podem-se comprar pequenas telas preparadas que são coladas a um fundo de papelão e revestidas já na fábrica. Todavia, essas telas só estão disponíveis em alguns tamanhos e não estão livres de acidez, de modo que sua vida útil é extremamente limitada. São geralmente utilizadas para esboços rápidos em estúdio. Telas pré-gessadas em tensores também estão disponíveis. Artistas profissionais geralmente preparam as suas telas da maneira tradicional.
Para remover os vincos do material, recomenda-se usar um ferro de passar morno (não quente) e umedecer a tela antes de realizar o procedimento.
Em serigrafia, uma tela de monofilamentos de poliester ou poliamida é utilizada para compor, em negativo, a imagem que receberá a pasta que será transposta para o tecido.

## Preparação da tela
Uma das mais evidentes diferenças entre as técnicas atuais de pintura e aquelas dos mestres flamengos e holandeses refere-se à preparação da tela. As técnicas atuais tiram vantagem tanto da textura da tela quanto da própria pintura. Um artista principiante frequentemente descobre ser quase impossível aproximar-se do realismo da arte clássica, apesar de sua habilidade em aplicar a tinta. Na verdade, os mestres renascentistas empregavam medidas extremas para assegurar que nada do relevo da tela sobressaísse. Isto requeria um processo esmerado, de meses de duração, de cobrir a tela nua, geralmente com tinta branco de chumbo, polir a superfície e repetir o processo. O produto final tinha pouca semelhança com tecido, lembrando mais um acabamento brilhante de esmalte. Embora isto possa parecer drástico demais para um pintor contemporâneo, é crucial se o objetivo for a obtenção de um realismo fotográfico.
Com uma tela apropriadamente preparada, o pintor descobrirá que cada camada subsequente de cor desliza sobre a outra, quase como manteiga, e que com a apropriada consistência da aplicação (técnica do "gordo sobre magro"), uma pintura inteiramente desprovida de marcas de pinceladas pode ser rapidamente atingida.

## Material

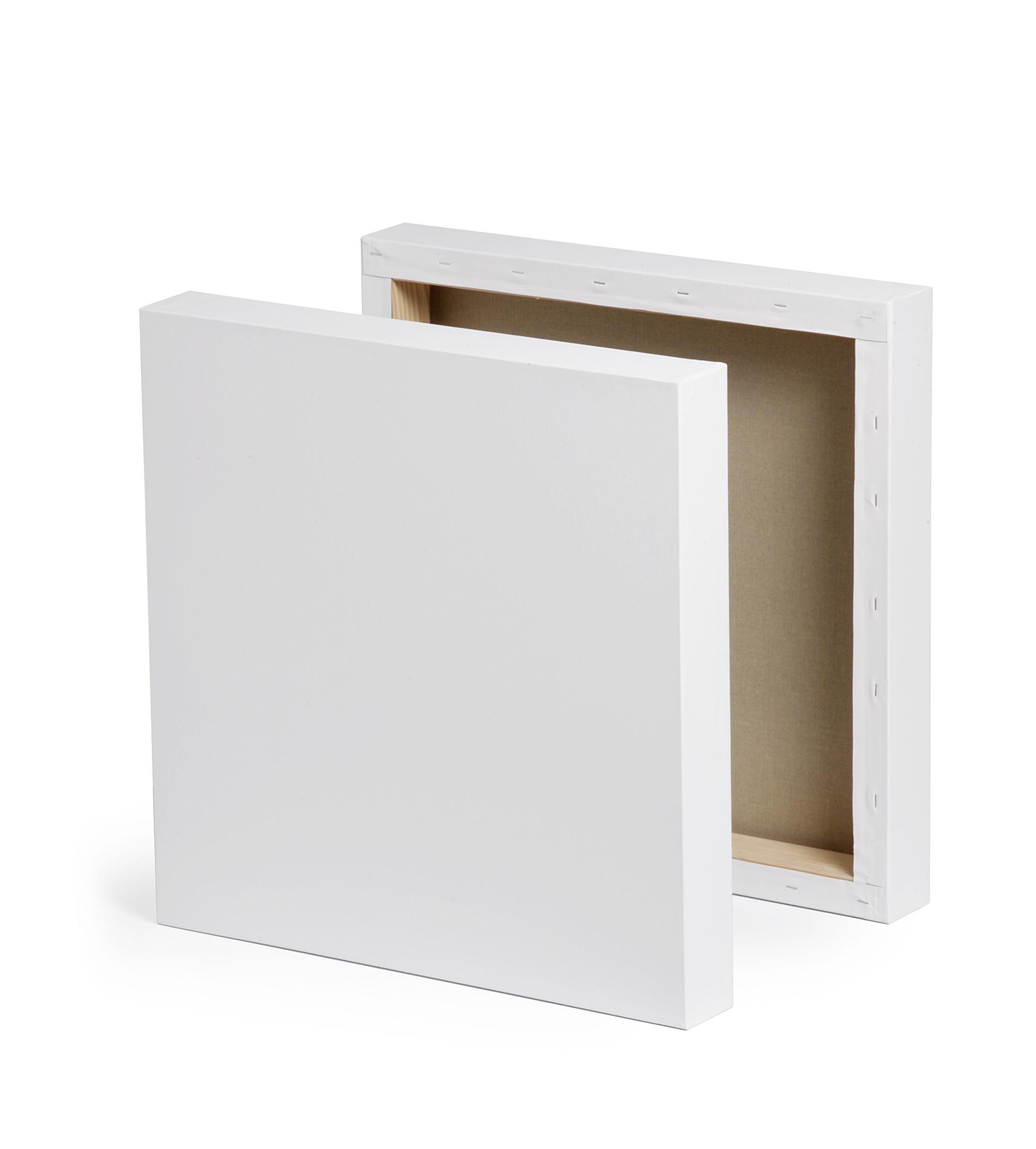
Telas de pintura

Em padronagem, é o ligamento mais simples e que demanda teares menos sofisticados. Possui avesso e direito idênticos, sendo que no reps e canele essa característica se perde; no caso dos panama, mantém-se.

## Outros contextos
Em Decoração e Design de interiores, uma tela é utilizada principalmente em janelas para vedar o ambiente sem impedir a passagem de luz e ar, como no caso das telas contra mosquitos e outros insetos (em Portugal e Moçambique chamam-se redes mosquiteiras).